# Bombardement op Coventry

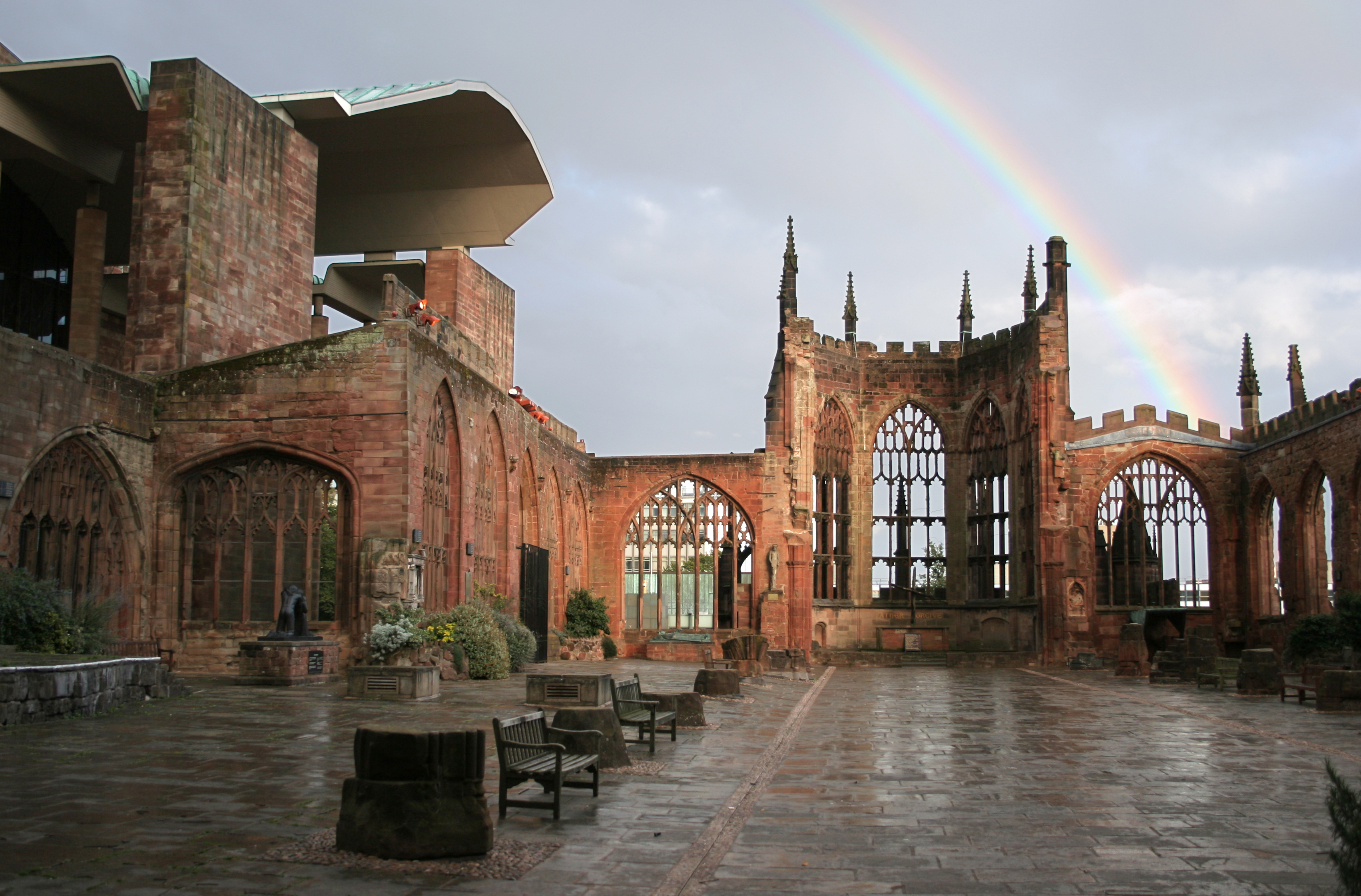
Ruïne van de kathedraal van Coventry

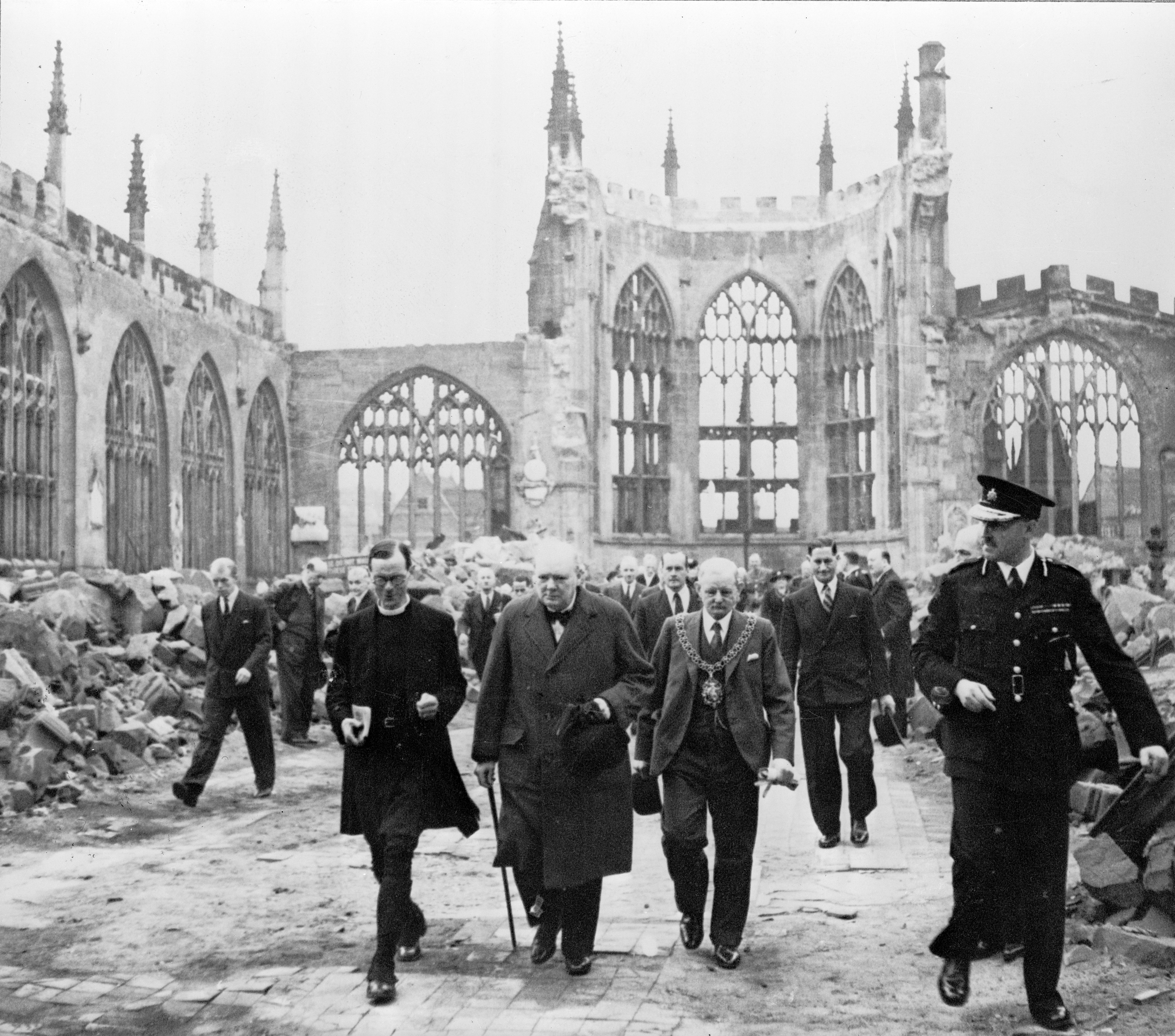
Churchill bij de ruïnes van de kathedraal

Het bombardement op Coventry was een bombardement op de Engelse stad Coventry op de avond van 14 november 1940 door de Luftwaffe. De Duitse codenaam Operation Mondscheinsonate verwijst naar het feit dat het die avond volle maan was. Er vielen 568 doden en 863 zwaargewonden. Na dit bombardement werd in de Duitse propaganda het werkwoord "coventrieren" gebruikt.
In de beginperiode van de Slag om Engeland richtte de Luftwaffe zich op tactische bombardementen. Dit hield onder andere in dat vliegvelden, vliegtuigfabrieken, en dergelijke werden bestookt, teneinde een Duitse landing op de Britse eilanden te vergemakkelijken. Coventry huisvestte een groot aantal fabrieken die betrokken waren bij de Britse oorlogsindustrie.
Door strategische blunders (bombardementen van woonwijken), en een 'oog-om-oog,tand-om-tand'-politiek ontaardden de tactische bombardementen uiteindelijk in bommenterreurcampagnes die door beide kampen werden uitgevoerd.

## Churchill op de hoogte?
In zijn boek The Ultra Secret (1974) stelt Frederick Winterbotham dat Churchill dankzij de inspanningen van Bletchley Park, waar de Duitse Enigma-berichten werden ontcijferd, op de hoogte was van de Duitse plannen om Coventry te bombarderen. Churchill zou hebben besloten geen actie te ondernemen, omdat hij niet wilde verraden dat de Duitse code gekraakt was. Anderen, onder wie Peter Calvocoressi en de Britse historicus David Hunt, bestrijden de opvatting van Winterbotham; zij stellen dat wel vermoed werd dat een groot bombardement op handen was, maar dat de precieze locatie onbekend was.